# Heather O'Reilly
Heather Ann O'Reilly (East Brunswick, 2 de gener de 1985) és una futbolista estatunidenca. Actualment divideix el seu temps com a davantera entre la Universitat de Carolina del Nord, la selecció femenina de futbol dels Estats Units, i el New Jersey Wildcats, un equip de la W-League. Està graduada en la East Brunswick High School
Heather és coneguda per ser la dona a marcar el gol més ràpid en una fase final olímpica, als 42 segons de començar el partit que acabaria amb la victòria sobre Nova Zelanda a Shenyang, el 12 d'agost de 2008.